# Julia Lee Niebergall
Julia Lee Niebergall, née le 15 février 1886 à Indianapolis et morte dans la même ville le 19 octobre 1968, est une pianiste et compositrice américaine de musique ragtime. Elle composa un total de six morceaux. Son œuvre comporte trois "rags"; "Hoosier Rag", "Horse Shoe Rag", et "Red Rambler Rag".

## Liste des compositions
1905
- Clothilda - March

1907
- Hoosier Rag - March Two Step

1908
- Bryan Cocktail [avec N.S. Carter]

1909
- When Twilight is Falling - Song

1911
- Horse Shoe Rag

1912
- Red Rambler Rag